# Hierbas provenzales

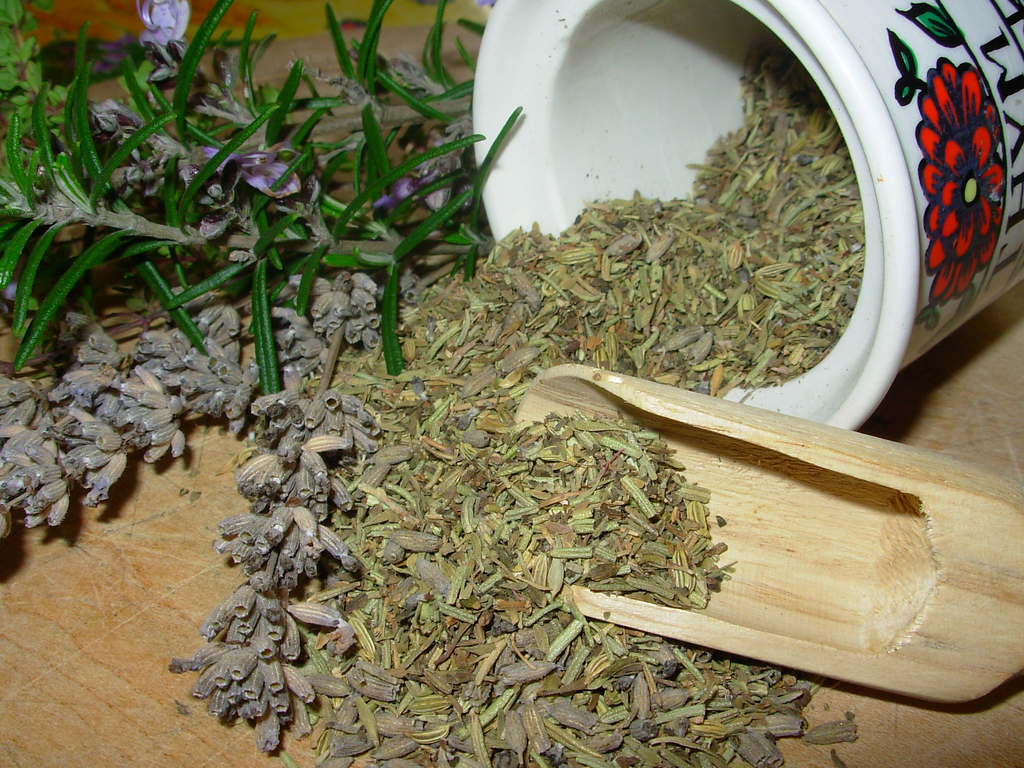
Hierbas provenzales.

Se denominan hierbas provenzales o de la Provenza (en francés: herbes de Provence) a una mezcla de plantas culinarias secadas y originarias de la cuenca del Mediterráneo. Tradicionalmente se usan en todos los pueblos mediterráneos sin llamarlas así. El éxito de la cocina profesional primeramente en Francia hizo que se conocieran por el nombre de la región de Provenza, pues ésta se encuentra en el sur ribereño mediterráneo.

## Composición
La composición de esta mezcla puede agrupar al tomillo, la mejorana, el orégano, el romero, la albahaca, el hinojo, el perifollo, el estragón, el laurel, la satureja, el espliego (lavanda), etc.

## Usos culinarios
Las hierbas provenzales acompañan parrilladas, salsas, asados, guisos y pescados. En algunos países se mezclan con requesón y arroz. También se usan en salsas para acompañar el pollo a la plancha, combinados con queso crema y un poco de mantequilla.